# Théo Raymond
Théo Raymond (29 tháng 9 năm 1991) là một cầu thủ đá bóng người Pháp đã ngừng thi đấu. Anh chơi ở vị trí trung vệ.

## Sự nghiệp
Khi còn trẻ, Théo Raymond chơi cho đội B câu lạc bộ Toulouse FC. Năm 2011, anh chuyển sang chơi cho câu lạc bộ Étoile FC ở S.League. Tháng 1 năm 2014, anh chuyển sang La Tamponnaise. Mùa hè năm 2014, câu lạc bộ này phá sản.
Tháng 2 năm 2016, anh bắt đầu đá cho AS Muret. Năm 2018, anh ngừng chơi bóng và chuyển sang chơi rugby.